# Проккойла
Про́ккойла (карел. Prokkoilu) — деревня в составе Эссойльского сельского поселения Пряжинского национального района Республики Карелия.
Название происходит от карельского имени карел. Prokkoi — рус. Прокоп, Прокофий.

## Общие сведения
Расположена на автодороге «86К-10» Петрозаводск-Суоярви, на берегу лесного озера.
В деревне сохраняется часовня Михаила Архангела и Власия (XIX век).

## Интересные факты
Крестьянин деревни Проккойла Фёдор Антипов, герой Первой мировой войны, рядовой, был награждён военным орденом Святого Георгия 3-й степени.

## Население
Численность населения в 1905 году составляла 196 человек.
| 2002 | 2010 | 2013 |
| ---- | ---- | ---- |
| 12   | ↘8   | ↗10  |

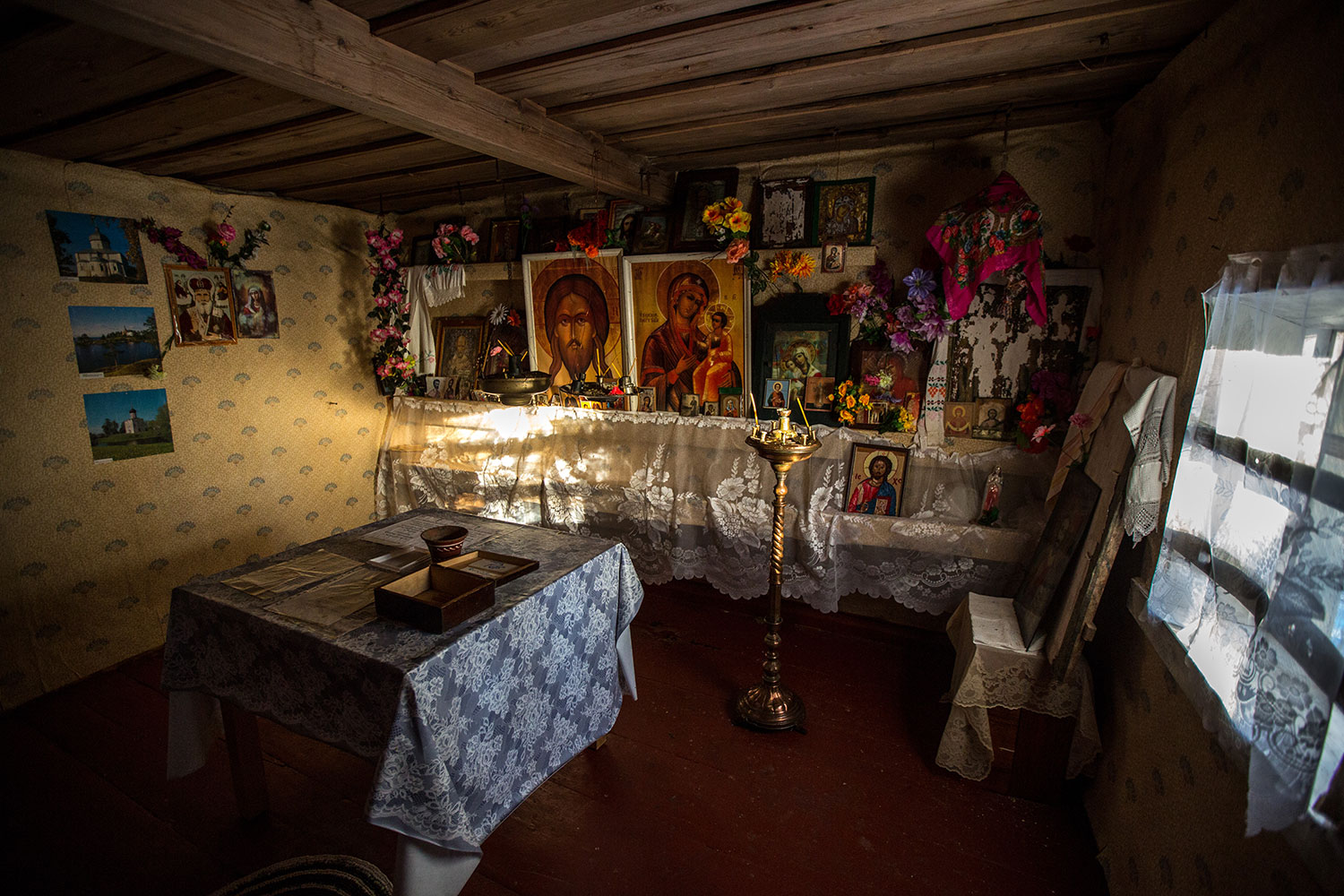
Часовня Михаила Архангела и Власия